# Rhipidura nebulosa
El abanico samoano (Rhipidura nebulosa) es una especie de ave paseriforme de la familia Rhipiduridae endémica de Samoa.

## Subespecies
Esta especie de ave posee dos subespecies:
- Rhipidura nebulosa altera Mayr 1931 - nativa de Savai'i;
- Rhipidura nebulosa nebulosa Peale 1848 - propia de Upolu.

## Distribución y hábitat
Es endémica de las islas Savai'i y Upolu (Samoa).
Sus hábitats naturales son los bosques bajos húmedos tropicales.